# Kamienice przy ul. Bydgoskiej 37/39 w Toruniu
Kamienice przy ul. Bydgoskiej 37/39 w Toruniu – zabytkowy zespół dwóch kamienic, znajdujący się na Bydgoskim Przedmieściu w Toruniu. 
Zespół dwóch kamienic z zapleczem gospodarczym wybudowano na przełomie XIX i XX wieku (w zależności od źródeł albo pod koniec XIX wieku albo po 1900 roku). Przed wybuchem II wojny światowej znajdowała się tu Komenda Wojewódzka Policji Państwowej. Podczas wojny mieściła się tutaj siedziba gestapo. 
1 lipca 1942 roku w garażu wchodzącym w skład kamienic został powieszony kpt. Jan Drzewiecki. Po II wojnie światowej w kamienicach ulokowano siedzibę Milicji Obywatelskiej. W 1975 roku do budynku wróciła Komenda Wojewódzka (do czasu wybudowania nowego budynku przy ul. Grudziądzkiej). Po rozwiązaniu milicji budynek do 1999 roku był zajmowany przez Komendę Rejonową Policji. W latach 1999–2004 mieścił się tutaj komisariat policji. Po opuszczeniu budynku przez służby mundurowe pojawiła się koncepcja przeznaczenia kamienic na siedzibę sądu apelacyjnego. Plany nie weszły w życie.
W 2013 roku Agencja Mienia Wojskowego sprzedała kamienice inwestorowi z Lipna. Ten zaś planował bez powodzenia urządzić w nich hotel. Od 2018 roku kamienice pełnią funkcję mieszkalną.
Budynki figurują w gminnej ewidencji zabytków (nr 835).